# Ginnastica ai Giochi della XXXII Olimpiade - Concorso individuale femminile
Il concorso generale individuale femminile ai Giochi di Tokyo 2020 si è svolto all'Ariake Gymnastics Centre il 29 luglio.
Le 24 ginnaste che competono in questa gara sono state decise durante la fase di qualificazione, dove vengono scelte anche le migliori 8 ginnaste che parteciperanno alle finali di specialità.
A causa della regola dei passaporti ("two per country"), solo due ginnaste per ogni nazione possono prendere parte alla finale all-around.

## Vincitori
| Oro        | Argento        | Bronzo              |
| Sunisa Lee | Rebeca Andrade | Angelina Mel'nikova |

## Qualificazioni
| Pos. | Ginnasta                    | Totale | Qual. |
| ---- | --------------------------- | ------ | ----- |
| 1    | Simone Biles                | 57.731 | RIT   |
| 2    | Rebeca Andrade              | 57.399 | Q     |
| 3    | Sunisa Lee                  | 57.166 | Q     |
| 4    | Angelina Mel'nikova         | 57.132 | Q     |
| 5    | Vladislava Urazova          | 57.099 | Q     |
| 6    | Viktorija Listunova         | 56.932 | —     |
| 7    | Nina Derwael                | 56.598 | Q     |
| 8    | Tang Xijing                 | 56.432 | Q     |
| 9    | Jade Carey                  | 56.265 | Q     |
| 10   | Mélanie de Jesus dos Santos | 55.431 | Q     |
| 11   | MyKayla Skinner             | 55.398 | —     |
| 12   | Jessica Gadirova            | 55.199 | Q     |
| 13   | Grace McCallum              | 55.165 | —     |
| 14   | Lu Yufei                    | 55.066 | Q     |
| 15   | Zhang Jin                   | 54.932 | —     |
| 16   | Zsófia Kovács               | 54.732 | Q     |
| 17   | Jennifer Gadirova           | 54.699 | Q     |
| 18   | Carolann Heduit             | 53.799 | Q     |
| 19   | Elisabeth Seitz             | 54.232 | Q     |
| 20   | Alice D'Amato               | 54.199 | Q     |
| 21   | Roxana Popa                 | 54.099 | Q     |
| 22   | Brooklyn Moors              | 53.966 | Q     |
| 23   | Mai Murakami                | 53.965 | Q     |
| 24   | Ellie Black                 | 53.699 | RIT   |
| 25   | Aline Friess                | 53.632 | —     |
| 26   | Jutta Verkest               | 53.632 | Q     |
| 27   | Martina Maggio              | 53.566 | Q     |
| 28   | Lilija Achaimova            | 53.565 | —     |
| 29   | Lee Yun-seo                 | 53.540 | Q     |
| 30   | Giulia Steingruber          | 53.533 | Q     |
| 31   | Kim Bui                     | 53.398 | Q     |
| 32   | Lieke Wevers                | 53.365 | R1    |
| 33   | Amelie Morgan               | 53.190 | —     |
| 34   | Asia D'Amato                | 53.132 | —     |
| 35   | Maellyse Brassart           | 52.931 | —     |
| 36   | Eythora Thorsdottir         | 52.899 | R2    |
| 37   | Georgia Godwin              | 52.865 | R3    |
| 38   | Elena Gerasimova            | 52.798 | —     |
| 39   | Hitomi Hatakeda             | 52.732 | R4    |

## Classifica
| Pos.    | Ginnasta                    | Nazione       | Attrezzo  | Attrezzo  | Attrezzo | Attrezzo     | Totale |
| Pos.    | Ginnasta                    | Nazione       | Volteggio | Parallele | Trave    | Corpo libero | Totale |
| ------- | --------------------------- | ------------- | --------- | --------- | -------- | ------------ | ------ |
| Oro     | Sunisa Lee                  | Stati Uniti   | 14.600    | 15.300    | 13.833   | 13.700       | 57.433 |
| Argento | Rebeca Andrade              | Brasile       | 15.300    | 14.666    | 13.666   | 13.666       | 57.298 |
| Bronzo  | Angelina Mel'nikova         | ROC           | 14.633    | 14.900    | 13.700   | 13.966       | 57.199 |
| 4       | Vladislava Urazova          | ROC           | 14.500    | 14.866    | 14.200   | 13.400       | 56.966 |
| 5       | Mai Murakami                | Giappone      | 14.533    | 13.733    | 13.766   | 14.000       | 56.032 |
| 6       | Nina Derwael                | Belgio        | 13.900    | 15.266    | 13.366   | 13.433       | 55.965 |
| 7       | Tang Xijing                 | Cina          | 14.233    | 14.233    | 13.066   | 12.966       | 54.498 |
| 8       | Jade Carey                  | Stati Uniti   | 15.200    | 13.500    | 11.533   | 13.966       | 54.199 |
| 9       | Elisabeth Seitz             | Germania      | 14.200    | 14.500    | 12.933   | 12.433       | 54.066 |
| 10      | Jessica Gadirova            | Gran Bretagna | 14.566    | 13.666    | 12.033   | 13.700       | 53.965 |
| 11      | Mélanie de Jesus dos Santos | Francia       | 14.366    | 13.833    | 12.166   | 13.333       | 53.698 |
| 12      | Carolann Heduit             | Francia       | 14.400    | 13.566    | 12.566   | 13.033       | 53.565 |
| 13      | Jennifer Gadirova           | Gran Bretagna | 13.800    | 12.400    | 12.933   | 13.800       | 53.533 |
| 14      | Zsófia Kovács               | Ungheria      | 14.500    | 14.233    | 12.100   | 12.600       | 53.433 |
| 15      | Giulia Steingruber          | Svizzera      | 14.833    | 12.800    | 12.400   | 13.333       | 53.366 |
| 16      | Brooklyn Moors              | Canada        | 14.300    | 13.000    | 12.433   | 13.566       | 53.299 |
| 17      | Kim Bui                     | Germania      | 13.466    | 13.766    | 12.600   | 13.166       | 52.998 |
| 18      | Lu Yufei                    | Cina          | 13.500    | 13.333    | 13.133   | 12.833       | 52.799 |
| 19      | Martina Maggio              | Italia        | 14.033    | 12.466    | 13.066   | 13.000       | 52.565 |
| 20      | Alice D'Amato               | Italia        | 14.300    | 13.000    | 11.633   | 12.966       | 51.899 |
| 21      | Lee Yunseo                  | Corea del Sud | 13.400    | 14.300    | 11.266   | 12.666       | 51.632 |
| 22      | Roxana Popa                 | Spagna        | 14.600    | 12.100    | 11.700   | 13.133       | 51.133 |
| 23      | Jutta Verkest               | Belgio        | 13.400    | 12.466    | 12.733   | 12.633       | 51.232 |
| 24      | Lieke Wevers                | Paesi Bassi   | 13.266    | 13.366    | 12.400   | 12.066       | 51.098 |